# Jacek Pałkiewicz
Jacek Edward Pałkiewicz (ur. 2 czerwca 1942 w Immensen) – polski dziennikarz i podróżnik, odkrywca źródła Amazonki; członek rzeczywisty Królewskiego Towarzystwa Geograficznego.

## Życiorys
Urodził się w niemieckim obozie pracy w Immensen (od 1974 dzielnica Lehrte). Dzieciństwo i młodość spędził w Ełku. Karierę podróżniczą rozpoczynał jako oficer na statkach taniej bandery panamskiej (1971-72). W 1973 roku pracował jako inspektor kopalni diamentów w Sierra Leone i kopalni złota w Ghanie. W 1975 ukończył Szkołę Dziennikarską w Mediolanie i od tego czasu pracował jako dziennikarz między innymi przez wiele lat w dodatku ilustrowanym „Sette” do „Corriere della Sera”. Jest autorem kilkunastu książek oraz filmów dokumentalnych, publikuje reportaże w licznych magazynach europejskich. W Polsce współpracuje z „Newsweek Polska”, „Rzeczpospolitą” i „Uważam Rze”.
Odbył i kierował wieloma wyprawami międzynarodowymi. Współpracował z rosyjskim Centrum Szkolenia Kosmonautów w programie przetrwaniowym. Uczy elitarne jednostki specjalne strategii przetrwania w odmiennych strefach klimatycznych. W 1983 r. założył w Bassano del Grappa (Włochy) szkołę przetrwania.
Żonaty (Linda Vernola), troje dzieci (Patrycja ur. 1971, Konrad ur. 1977, Maksymilian ur. 1981). Mieszka we Włoszech, w miejscowości Bassano del Grappa.

## Wyprawy i osiągnięcia
Wybrane wyprawy:
- 1972: 20-dniowa piesza wędrówka przez Saharę,
- 1975: samotne przepłynięcie Atlantyku łodzią ratunkową w 44 dni (Dakar – Georgetown),
- 1979: Birma,
- 1984: Amazonka,
- 1986: Borneo,
- 1989: dotarcie na reniferach do bieguna zimna (Syberia),
- 1990: Namibia,
- 1992: przejazd na słoniach przez dżunglę wietnamską,
- 1994: górne Orinoko,
- 1994: rzeka Mamberamo (Indonezja).
- 1995: ekspedycja na jakach w Bhutanie,
- 1995: przepłynięcie rzeki Jangcy na sampanie,
- 1996: odkrycie źródła Amazonki, które zostało zaakceptowane przez Towarzystwo Geograficzne w Limie; pierwszeństwo tego odkrycia zostało jednak zakwestionowane przez Joego Kane’a[2]. 10 września 2011 r. z inicjatywy Towarzystwa Geograficznego w Limie na miejscu źródła Amazonki (Góra Quehuisha) wzniesiono obelisk z pamiątkową tablicą o treści: Tu rodzi się Amazonka, największa rzeka świata. Ustaliła to w 1996 r. naukowa, polsko-włosko-rosyjsko-peruwiańska wyprawa kierowana przez Jacka Pałkiewicza,
- 1997: góry Tepuj (Wenezuela),
- 1999: Pustynia Atakama (Chile),
- 1999: Amazonia,
- 1999: Wyspa Wielka Diomeda (Cieśnina Beringa),
- 2001: rzeka Mekong,
- 2001: rzeka Kołyma (Rosja),
- 2002: szlakiem Francisco Orellany Quito-Belém, Atol Rangiroa, Wyspy Towarzystwa,
- 2003: Somalia,
- 2003: Irak,
- 2004: Peru – w poszukiwaniu Paititi,
- 2006: Borneo Challenge – od brzegu do brzegu,
- 2008: Sarawak, Wietnam,
- 2009: plemię Korowajów w Papui Zachodniej,
- 2010: Patagonia,
- 2012: Transamazonica (Quito – Belém),
- 2012: pustynia Taklamakan.

## Wybrane publikacje
- Dubaj prawdziwe oblicze, Zysk i S-ka, 2016, ISBN 978-83-7785-949-0
- Amazonka: Zagadka źródła królowej rzek, Zysk i S-ka, 2009, ISBN 978-83-7506-294-6.
- Eksploracja, Zysk i S-ka, 2008, ISBN 978-83-7506-196-3.
- Sztuka Podróżowania, Zysk i S-ka, 2008, ISBN 978-83-7506-198-7.
- Angkor, Zysk i S-ka, 2007, ISBN 978-83-7506-107-9.
- Pasja życia, Zysk i S-ka, 2006, ISBN 83-7298-933-8.
- Syberia: Wyprawa na biegun zimna, Zysk i S-ka, 2006, ISBN 978-83-7506-023-2.
- El Dorado: Polowanie na legendę, Zysk i S-ka, 2005, ISBN 83-7298-806-4.
- Angkor, wydanie albumowe, dwujęzyczne (polski i angielski), Bellona, 1998, ISBN 83-11-08735-0.
- Terra Incognita: Wyprawa do źródeł Amazonki, seria „Globtroter”, Bellona, 1997, ISBN 83-11-08693-1.
- Po bezdrożach świata, Agencja Wydawnicza Morex, 1997, ISBN 83-86848-40-5.
- Sztuka przetrwania w wodzie, Bellona, 1996, ISBN 83-11-08668-0.
- Przepustka do przygody, seria „Globtroter”, Bellona, 1996, ISBN 83-11-08592-7.
- No Limits – Bez ograniczeń, seria „Globtroter”, Bellona, 1996, ISBN 83-11-08584-6.
- Sztuka przetrwania w mieście (Manuale di sopravvivenza urbana), 1994.
- Survival: Sztuka przetrwania, 1994, ISBN 83-85477-98-5.
- Szalupą przez Atlantyk, seria „Miniatury Morskie”, tomik 182, seria: SJ-2000, zeszyt 10, Wydawnictwo Morskie, Gdańsk, 1977.
- Tajna Misja, seria „Żółty tygrys”, tomik 10/74, Wydawnictwo Ministerstwa Obrony Narodowej, 1974.

## Nagrody i odznaczenia
Za odkrycie źródeł Amazonki został uhonorowany odznaczeniem Kawalera Orderu Zasługi Republiki Włoskiej w 1996. W 2013 r. otrzymał Krzyż Oficerski tego odznaczenia.
Za wybitny dorobek w promocji człowieka, w 2010 r. papież Benedykt XVI uhonorował go złotym krzyżem „Pro Ecclesia et Pontifice“ (Dla Kościoła i Papieża). Honorowy ambasador Mazur w ramach światowego konkursu na 7 Nowych Cudów Natury.
W 1998 otrzymał główną nagrodę „Bursztynowego Motyla” za najlepszą książkę podróżniczą roku (Terra incognita – Wydawnictwo Bellona).
W 2007 otrzymał Złoty Krzyż Zasługi za osiągnięcia w pracy dziennikarskiej, za działalność społeczną i charytatywną. Odznaczony Odznaką Honorową „Bene Merito” z okazji Dnia Służby Zagranicznej 2014. W 2015 odznaczony Krzyżem Kawalerskim Orderu Odrodzenia Polski za wybitne zasługi w działalności badawczej, za rozsławienie imienia Polski w świecie.